# Alegeri prezidențiale în Rusia, 2012
Alegeri prezidențiale în Rusia din 2012 au avut loc la 4 martie. Președintele va fi ales pe 6 ani. Următoarele alegeri vor avea loc pe 18 martie 2018.
Cei cinci candidați sunt:
- Vladimir Putin, din partea partidului Rusia Unită (Yedinaya Rossiya)
- Pavel Grudinin,

```
din partea 
partidului Comunist al Federației Ruse
 (Kommunisticheskaya Partiya Rossiyskoy Federatsii)
```

- Serghei Mironov, din partea partidului Spravedlivaya Rossiya
- Vladimir Jirinovski, din partea partidului Liberal Democrat din Rusia (Liberal'no-Demokraticheskaya Partiya Rossii )
- Mihail Prohorov, independent.

## Rezultate
| Candidați                                                                                          | Din partea partidului                         | Voturi      | %      |
| -------------------------------------------------------------------------------------------------- | --------------------------------------------- | ----------- | ------ |
| Vladimir Putin                                                                                     | Rusia Unită1                                  | 45.513.001  | 63,64  |
| Ghennadi Ziuganov                                                                                  | PCFR                                          | 12.288.624  | 17,18  |
| Mihail Prohorov                                                                                    | Independent                                   | 5.680.558   | 7,94   |
| Vladimir Jirinovski                                                                                | PLDR                                          | 4.448.959   | 6,22   |
| Serghei Mironov                                                                                    | Spravedlivaya Rossiya                         | 2.755.642   | 3,85   |
| Voturi valide                                                                                      | Voturi valide                                 | 70.686.784  | 98,84  |
| Voturi invalide                                                                                    | Voturi invalide                               | 833.191     | 1,16   |
| Total voturi                                                                                       | Total voturi                                  | 71.519.975  | 100,00 |
| Număr total al alegătorilor / prezență la vot                                                      | Număr total al alegătorilor / prezență la vot | 109.610.812 | 65,25  |
| Sursa: Comisia centrală electorală a Federației Ruse Arhivat în 9 martie 2015, la Wayback Machine. |                                               |             |        |